# China Taipéi en los Juegos Olímpicos de Los Ángeles 1984
China Taipéi (Taiwán) estuvo representada en los Juegos Olímpicos de Los Ángeles 1984 por un total de 38 deportistas, 31 hombres y 7 mujeres, que compitieron en 12 deportes.
El portador de la bandera en la ceremonia de apertura fue el atleta Lee Fu-An.

## Medallistas
El equipo olímpico obtuvo las siguientes medallas:
| Nombre       | Deporte      | Competición |
| ------------ | ------------ | ----------- |
| Oro          |              |             |
| —            |              |             |
| Plata        |              |             |
| —            |              |             |
| Bronce       |              |             |
| Tsai Wen-Yee | Halterofilia | 60 kg M     |